# The Minute You Wake Up Dead
The Minute You Wake Up Dead és una pel·lícula de thriller noir estatunidenca del 2022 dirigida per Michael Mailer i protagonitzada per Cole Hauser, Morgan Freeman i Jaimie Alexander. S'ha doblat i subtitulat al català.
El rodatge va començar a Mississipi el febrer de 2022.
La pel·lícula es va estrenar als cinemes, a la carta i en plataformes digitals el 4 de novembre de 2022 i es va publicar en DVD i Blu-ray el 13 de desembre de 2022.